# 郭遵 (宋朝)
郭遵（?—?），開封人，宋朝軍事人物。

## 生平
家世以武功著稱。少隸軍籍，驍勇善戰。乾興中期，改左班殿直、並代路巡檢。官至左侍禁、閤門祗候、徙延州西路都巡检使。
康定元年（1040年），李元昊率西夏兵十萬來犯，延州告急，宋軍晝夜兼程，馳援延州。雙方爆發三川口之戰。此役宋軍處於明顯劣勢，郭遵建議先偵後進，劉平不聽，劉平下令郭遵和王信帶騎兵半渡而擊。李元昊軍手下一名軍人揚言要擒拿郭遵，郭遵“期必死，獨出入行間”，揮鐵杵擊破其腦袋，两军皆大呼。郭遵又三出三入敵營，殺敵數百人，不久，其坐騎中槍，马踠仆地，郭遵被杀。三川口一戰，郭遵戰死，特赠果州团练使。

## 家族
- 父：郭斌，太子右清道率府副率
- 母：賀氏，仁壽郡太君
- 弟：郭青，右侍禁
- 弟：郭逵
- 妻：尹氏，安康郡君
- 子：郭忠嗣，西頭供奉官
- 子：郭忠紹，左侍禁
- 子：郭忠裔，右侍禁
- 子：郭忠緒，左班殿直
- 女：郭氏，出家為尼